# Domingo Bordoli
Domingo Luis Bordoli Castelli (Fray Bentos, Río Negro 21 de julio de 1919 - 29 de noviembre de 1982) fue un escritor, crítico literario y profesor de literatura uruguayo, miembro de la Generación del 45.

## Biografía
Nació en Fray Bentos en una familia de inmigrantes italianos llegados a Uruguay a fines del siglo XIX. Pasó sus primeros años y su juventud en Mercedes, Soriano, hasta que en 1940 se radicó en Montevideo. Dio clases en los Institutos Normales y a nivel de enseñanza secundaria y al formarse en 1949 el Instituto de Profesores Artigas de Montevideo, formó parte como profesor de literatura del primer grupo de docentes, junto a Carlos Real de Azúa, José Pedro Díaz y otros.
Fue ensayista de prestigio y codirector de la revista Asir (1949). Este grupo también estuvo integrado por Washington Lockhart, Arturo Sergio Visca, Julio César da Rosa y Guido Castillo, entre otros. Escribió prólogos y colaboró con ensayos y críticas literarias en El País y El Ciudadano.
En 1946 fue ganador del concurso organizado por el semanario Marcha con su cuento La Pradera.
Utilizó el seudónimo Luis Castelli para publicar algunos libros y artículos.
La primera edición de Senderos solos fue en agosto de 1960 en Ediciones Asir, sello editorial del grupo de la revista Asir. En este libro, firmado como «Luis Castelli» por su segundo nombre y su segundo apellido, reunió once cuentos que había publicado en la prensa, más El entierro.
De religión católica, solía organizar reuniones literarias y de camaradería en su casa de la calle Coquimbo, en el barrio La Comercial de Montevideo, que eran frecuentadas por sus estudiantes y otros escritores como Líber Falco. Anderssen Banchero dejó testimonio de estas reuniones en las primeras páginas de su novela Los regresos.

## Obras
- Senderos Solos, cuentos. Montevideo: Ediciones Asir, 1960.
- Vida de Juan Zorrilla de San Martín. Montevideo : Concejo Departamental de Montevideo, Dirección de Artes y Letras, 1961.
- Los Clásicos y Nosotros, ensayos. Montevideo: Ediciones de la Banda Oriental, 1965.
- Antología de la Poesía Uruguaya Contemporánea (1966).